# Michał Głaznecki
Michał Głaznecki herbu Prus II – skarbnik podlaski w latach 1669-1677.
Był elektorem Michała Korybuta Wiśniowieckiego z ziemi drohickiej w 1669 roku.